# 6 Heures du circuit des Amériques 2013
Navigation
Édition suivante
Les 6 Heures du circuit des Amériques 2013 se déroulent dans le cadre du championnat du monde d'endurance FIA 2013, du 20 septembre 2013 au 22 septembre 2013 sur le circuit des Amériques à Austin, Texas. Elles sont remportées par l'Audi R18 e-tron quattro du Audi Sport Team Joest, pilotée par Allan McNish, Tom Kristensen et Loïc Duval, qui s'était élancée en tête.

## Circuit

Le circuit des Amériques, cadre des 6 Heures du circuit des Amériques 2013.

Les 6 Heures du circuit des Amériques 2013 se déroulent sur le circuit des Amériques surnommé « circuit d'Austin » et situé dans le Texas. Il est composé de deux lignes droites, la plus longue du circuit se situant entre les virages no 11 et no 12. Elles sont séparées d'une part par un enchaînement de courbes rapides et d'autres part par quelques chicanes plus lente. Ce tracé est également marqué par un dénivelé important notamment au premier virage, et par le fait que certains de ces virages sont similaires à d'autres tracés.
Le circuit est connu pour accueillir la Formule 1 lors du Grand Prix automobile des États-Unis et la MotoGP lors du Grand Prix moto des Amériques.

## Qualifications
Voici le classement officiel au terme des qualifications. Les premiers de chaque catégorie sont signalés par un fond jaune.
| Position | Catégorie | Équipe                        | Temps          | Grille |
| -------- | --------- | ----------------------------- | -------------- | ------ |
| 1        | LMP1      | no 2 Audi Sport Team Joest    | 1 min 48 s 355 | 1      |
| 2        | LMP1      | no 1 Audi Sport Team Joest    | 1 min 48 s 617 | 2      |
| 3        | LMP1      | no 8 Toyota Racing            | 1 min 49 s 696 | 3      |
| 4        | LMP1      | no 12 Rebellion Racing        | 1 min 52 s 081 | 4      |
| 5        | LMP2      | no 26 G-Drive Racing          | 1 min 54 s 951 | 5      |
| 6        | LMP2      | no 24 OAK Racing              | 1 min 55 s 961 | 6      |
| 7        | LMP2      | no 35 OAK Racing              | 1 min 56 s 033 | 7      |
| 8        | LMP2      | no 49 Pecom Racing            | 1 min 56 s 248 | 8      |
| 9        | LMP2      | no 25 Delta-ADR (en)          | 1 min 57 s 067 | 9      |
| 10       | LMP2      | no 31 Lotus                   | 1 min 57 s 817 | 10     |
| 11       | LMP2      | no 41 Greaves Motorsport      | 1 min 57 s 940 | 11     |
| 12       | LMP2      | no 32 Lotus                   | 1 min 59 s 453 | 12     |
| 13       | LMGTE Pro | no 99 Aston Martin Racing     | 2 min 04 s 628 | 14     |
| 14       | LMGTE Pro | no 91 Porsche AG Team Manthey | 2 min 04 s 898 | 15     |
| 15       | LMGTE Pro | no 98 Aston Martin Racing     | 2 min 04 s 919 | 16     |
| 16       | LMGTE Pro | no 71 AF Corse                | 2 min 05 s 073 | 17     |
| 17       | LMGTE Pro | no 92 Porsche AG Team Manthey | 2 min 05 s 088 | 18     |
| 18       | LMGTE Pro | no 97 Aston Martin Racing     | 2 min 05 s 214 | 19     |
| 19       | LMGTE Pro | no 51 AF Corse                | 2 min 05 s 348 | 20     |
| 20       | LMGTE Am  | no 81 8Star Motorsports       | 2 min 06 s 515 | 21     |
| 21       | LMGTE Am  | no 95 Aston Martin Racing     | 2 min 06 s 528 | 22     |
| 22       | LMGTE Am  | no 61 AF Corse                | 2 min 06 s 593 | 23     |
| 23       | LMGTE Am  | no 96 Aston Martin Racing     | 2 min 07 s 117 | 24     |
| 24       | LMGTE Am  | no 76 IMSA Performance Matmut | 2 min 07 s 120 | 25     |
| 25       | LMGTE Am  | no 88 Proton Competition      | 2 min 07 s 931 | 26     |
| 26       | LMGTE Am  | no 50 Larbre Compétition      | 2 min 08 s 132 | 27     |
| 27       | LMGTE Am  | no 57 Krohn Racing            | 2 min 10 s 029 | 28     |
| 28       | LMP2      | no 45 OAK Racing              | 2 min 00 s 870 | 13     |

## Résultats
Voici le classement officiel au terme de la course.
- Les vainqueurs de chaque catégorie sont signalés par un fond jaune.
- Pour la colonne « Pneus », il faut passer le curseur au-dessus du modèle pour connaître le manufacturier de pneumatiques.

| Position | Catégorie | n° | Équipe                  | Pilotes                                            | Châssis                                 | Pneus | Tours |
| Position | Catégorie | n° | Équipe                  | Pilotes                                            | Moteur                                  | Pneus | Tours |
| -------- | --------- | -- | ----------------------- | -------------------------------------------------- | --------------------------------------- | ----- | ----- |
| 1        | LMP1      | 2  | Audi Sport Team Joest   | Allan McNish Tom Kristensen Loïc Duval             | Audi R18 e-tron quattro                 | M     | 187   |
| 1        | LMP1      | 2  | Audi Sport Team Joest   | Allan McNish Tom Kristensen Loïc Duval             | Audi TDI 3.7 L Turbo V6 (Hybrid Diesel) | M     | 187   |
| 2        | LMP1      | 8  | Toyota Racing           | Anthony Davidson Sébastien Buemi Stéphane Sarrazin | Toyota TS030 Hybrid                     | M     | 187   |
| 2        | LMP1      | 8  | Toyota Racing           | Anthony Davidson Sébastien Buemi Stéphane Sarrazin | Toyota 3.4 L V8 (Hybrid)                | M     | 187   |
| 3        | LMP1      | 1  | Audi Sport Team Joest   | André Lotterer Marcel Fässler Benoît Tréluyer      | Audi R18 e-tron quattro                 | M     | 186   |
| 3        | LMP1      | 1  | Audi Sport Team Joest   | André Lotterer Marcel Fässler Benoît Tréluyer      | Audi TDI 3.7 L Turbo V6 (Hybrid Diesel) | M     | 186   |
| 4        | LMP1      | 12 | Rebellion Racing        | Nicolas Prost Nick Heidfeld Mathias Beche          | Lola B12/60                             | M     | 183   |
| 4        | LMP1      | 12 | Rebellion Racing        | Nicolas Prost Nick Heidfeld Mathias Beche          | Toyota RV8KLM 3.4 L V8                  | M     | 183   |
| 5        | LMP2      | 26 | G-Drive Racing          | Roman Rusinov John Martin Mike Conway              | Oreca 03                                | D     | 178   |
| 5        | LMP2      | 26 | G-Drive Racing          | Roman Rusinov John Martin Mike Conway              | Nissan VK45DE 4.5 L V8                  | D     | 178   |
| 6        | LMP2      | 49 | Pecom Racing            | Luís Pérez Companc Pierre Kaffer Nicolas Minassian | Oreca 03                                | M     | 177   |
| 6        | LMP2      | 49 | Pecom Racing            | Luís Pérez Companc Pierre Kaffer Nicolas Minassian | Nissan VK45DE 4.5 L V8                  | M     | 177   |
| 7        | LMP2      | 32 | Lotus                   | Thomas Holzer (en) Dominik Kraihamer Jan Charouz   | Lotus T128                              | D     | 174   |
| 7        | LMP2      | 32 | Lotus                   | Thomas Holzer (en) Dominik Kraihamer Jan Charouz   | Praga 3,6 L V8                          | D     | 174   |
| 8        | LMP2      | 25 | Delta-ADR (en)          | Tor Graves James Walker Rudy Junco                 | Oreca 03                                | D     | 173   |
| 8        | LMP2      | 25 | Delta-ADR (en)          | Tor Graves James Walker Rudy Junco                 | Nissan VK45DE 4.5 L V8                  | D     | 173   |
| 9        | LMP2      | 41 | Greaves Motorsport      | Christian Zugel Chris Dyson Tom Kimber-Smith       | Zytek Z11SN                             | D     | 172   |
| 9        | LMP2      | 41 | Greaves Motorsport      | Christian Zugel Chris Dyson Tom Kimber-Smith       | Nissan VK45DE 4.5 L V8                  | D     | 172   |
| 10       | LMP2      | 24 | OAK Racing              | Olivier Pla Alex Brundle David Heinemeier Hansson  | Morgan LMP2                             | D     | 172   |
| 10       | LMP2      | 24 | OAK Racing              | Olivier Pla Alex Brundle David Heinemeier Hansson  | Nissan VK45DE 4.5 L V8                  | D     | 172   |
| 11       | LMP2      | 35 | OAK Racing              | Bertrand Baguette Martin Plowman Ricardo González  | Morgan LMP2                             | D     | 170   |
| 11       | LMP2      | 35 | OAK Racing              | Bertrand Baguette Martin Plowman Ricardo González  | Nissan VK45DE 4.5 L V8                  | D     | 170   |
| 12       | LMGTE Pro | 99 | Aston Martin Racing     | Bruno Senna Frédéric Makowiecki                    | Aston Martin V8 Vantage GTE             | M     | 167   |
| 12       | LMGTE Pro | 99 | Aston Martin Racing     | Bruno Senna Frédéric Makowiecki                    | Aston Martin 4.5 L V8                   | M     | 167   |
| 13       | LMGTE Pro | 51 | AF Corse                | Gianmaria Bruni Giancarlo Fisichella               | Ferrari 458 Italia GT2                  | M     | 167   |
| 13       | LMGTE Pro | 51 | AF Corse                | Gianmaria Bruni Giancarlo Fisichella               | Ferrari 4.5 L V8                        | M     | 167   |
| 14       | LMGTE Pro | 71 | AF Corse                | Kamui Kobayashi Toni Vilander                      | Ferrari 458 Italia GT2                  | M     | 167   |
| 14       | LMGTE Pro | 71 | AF Corse                | Kamui Kobayashi Toni Vilander                      | Ferrari 4.5 L V8                        | M     | 167   |
| 15       | LMGTE Pro | 92 | Porsche AG Team Manthey | Marc Lieb Richard Lietz                            | Porsche 911 RSR (991)                   | M     | 167   |
| 15       | LMGTE Pro | 92 | Porsche AG Team Manthey | Marc Lieb Richard Lietz                            | Porsche 4.0 L Flat-6                    | M     | 167   |
| 16       | LMGTE Am  | 96 | Aston Martin Racing     | Jamie Campbell-Walter Stuart Hall                  | Aston Martin V8 Vantage GTE             | M     | 165   |
| 16       | LMGTE Am  | 96 | Aston Martin Racing     | Jamie Campbell-Walter Stuart Hall                  | Aston Martin 4.5 L V8                   | M     | 165   |
| 17       | LMGTE Am  | 95 | Aston Martin Racing     | Kristian Poulsen Christoffer Nygaard Nicki Thiim   | Aston Martin V8 Vantage GTE             | M     | 165   |
| 17       | LMGTE Am  | 95 | Aston Martin Racing     | Kristian Poulsen Christoffer Nygaard Nicki Thiim   | Aston Martin 4.5 L V8                   | M     | 165   |
| 18       | LMGTE Am  | 76 | IMSA Performance Matmut | Raymond Narac Jean-Karl Vernay                     | Porsche 911 GT3 RSR (997)               | M     | 165   |
| 18       | LMGTE Am  | 76 | IMSA Performance Matmut | Raymond Narac Jean-Karl Vernay                     | Porsche 4.0 L Flat-6                    | M     | 165   |
| 19       | LMGTE Am  | 81 | 8Star Motorsports       | Enzo Potolicchio Rui Águas Matteo Malucelli        | Ferrari 458 Italia GT2                  | M     | 164   |
| 19       | LMGTE Am  | 81 | 8Star Motorsports       | Enzo Potolicchio Rui Águas Matteo Malucelli        | Ferrari 4.5 L V8                        | M     | 164   |
| 20       | LMGTE Pro | 91 | Porsche AG Team Manthey | Jörg Bergmeister Patrick Pilet                     | Porsche 911 RSR (991)                   | M     | 163   |
| 20       | LMGTE Pro | 91 | Porsche AG Team Manthey | Jörg Bergmeister Patrick Pilet                     | Porsche 4.0 L Flat-6                    | M     | 163   |
| 21       | LMGTE Am  | 88 | Proton Competition      | Christian Ried Gianluca Roda Paolo Ruberti         | Porsche 911 GT3 RSR (997)               | M     | 163   |
| 21       | LMGTE Am  | 88 | Proton Competition      | Christian Ried Gianluca Roda Paolo Ruberti         | Porsche 4.0 L Flat-6                    | M     | 163   |
| 22       | LMGTE Am  | 50 | Larbre Compétition      | Julien Canal Patrick Bornhauser Fernando Rees      | Chevrolet Corvette C6.R GT2             | M     | 163   |
| 22       | LMGTE Am  | 50 | Larbre Compétition      | Julien Canal Patrick Bornhauser Fernando Rees      | Chevrolet 5.5 L V8                      | M     | 163   |
| 23       | LMGTE Am  | 61 | AF Corse                | Jack Gerber (de) Matt Griffin Marco Cioci          | Ferrari 458 Italia GT2                  | M     | 162   |
| 23       | LMGTE Am  | 61 | AF Corse                | Jack Gerber (de) Matt Griffin Marco Cioci          | Ferrari 4.5 L V8                        | M     | 162   |
| 24       | LMGTE Am  | 57 | Krohn Racing            | Tracy Krohn Niclas Jönsson Maurizio Mediani        | Ferrari 458 Italia GT2                  | M     | 156   |
| 24       | LMGTE Am  | 57 | Krohn Racing            | Tracy Krohn Niclas Jönsson Maurizio Mediani        | Ferrari 4.5 L V8                        | M     | 156   |
| 25       | LMP2      | 45 | OAK Racing              | Jacques Nicolet Jean-Marc Merlin Erik Maris        | Morgan LMP2                             | D     | 148   |
| 25       | LMP2      | 45 | OAK Racing              | Jacques Nicolet Jean-Marc Merlin Erik Maris        | Nissan VK45DE 4.5 L V8                  | D     | 148   |
| ABD      | LMGTE Pro | 97 | Aston Martin Racing     | Darren Turner Stefan Mücke Oliver Gavin            | Aston Martin V8 Vantage GTE             | M     | 118   |
| ABD      | LMGTE Pro | 97 | Aston Martin Racing     | Darren Turner Stefan Mücke Oliver Gavin            | Aston Martin 4.5 L V8                   | M     | 118   |
| ABD      | LMGTE Pro | 98 | Aston Martin Racing     | Paul Dalla Lana Pedro Lamy Richie Stanaway         | Aston Martin V8 Vantage GTE             | M     | 84    |
| ABD      | LMGTE Pro | 98 | Aston Martin Racing     | Paul Dalla Lana Pedro Lamy Richie Stanaway         | Aston Martin 4.5 L V8                   | M     | 84    |
| ABD*     | LMP2      | 31 | Lotus                   | Kevin Weeda (de) Vitantonio Liuzzi James Rossiter  | Lotus T128                              | D     | 0     |
| ABD*     | LMP2      | 31 | Lotus                   | Kevin Weeda (de) Vitantonio Liuzzi James Rossiter  | Praga 3,6 L V8                          | D     | 0     |

* : La Lotus n°31 s'accroche avec la Toyota n°8 au niveau du premier virage, dans le premier tour de la course.